# Nike Lorenz
Nike Lorenz (12 de março de 1997) é uma jogadora de hóquei sobre a grama alemã, medalhista olímpica.

## Carreira
Nike Lorenz integrou o elenco da Seleção Alemã Feminina de Hóquei Sobre Grama nas Olimpíadas de 2016, conquistando a medalha de bronze.